# Sicario
Sicario is een Amerikaanse film uit 2015, geregisseerd door Denis Villeneuve. De film ging in première op 19 mei op het Filmfestival van Cannes.

## Verhaal
In Chandler, Arizona, leiden FBI-agenten Kate Macer en Reggie Wayne een inval in een vermoedelijk onderkomen van het Sonorakartel, waar ze tientallen rottende lijken ontdekken en een boobytrap die twee politieagenten doodt. Na de inval beveelt Kate's baas haar aan voor een gezamenlijke taskforce van het ministerie van Justitie en het ministerie van Defensie, onder toezicht van CIA-officier Matt Graver en de geheimzinnige Alejandro Gillick, om luitenant Manuel Díaz van het Sonorakartel te arresteren. Ervan overtuigd dat de taskforce Díaz en degenen die verantwoordelijk zijn voor het schuilplaatsincident voor de rechter zal brengen, voegt Kate zich bij de operatie.
Het team, dat bestaat uit operators van de Delta Force, US Marshals en CIA-personeel, reist naar Ciudad Juárez, Mexico, om Díaz' broer en handlanger Guillermo Díaz uit te leveren. Terwijl ze terugkeren naar de Verenigde Staten, neemt het team deel aan een vuurgevecht met kartelschutters bij de openbare grenscontrolepost, waarbij de schutters worden gedood en Kate wordt geschokt. Alejandro martelt Guillermo op Amerikaanse bodem en ontdekt dat het kartel een tunnel bij Nogales, Sonora, gebruikt om drugs de Verenigde Staten binnen te smokkelen. Kate begint de illegale methoden van de taskforce in twijfel te trekken en dwingt Matt om te onthullen dat het niet hun doel is om Díaz te arresteren, maar om zijn drugsoperaties zodanig te verstoren dat Díaz door zijn baas terug naar Mexico moet worden geroepen: de ongrijpbare drugsbaron van het Sonorakartel, Fausto Alarcón. Door Díaz te volgen, willen ze Alarcón voor de rechter slepen. Als ze het doel van de taskforce ontdekt, vraagt Kate zenuwachtig aan Reggie om haar te helpen.
Om de cashflow van Díaz te verstoren, valt het team een bank binnen die door zijn witwassers wordt gebruikt. Kate en Reggie willen hun bevindingen van de inval gebruiken om een rechtszaak tegen Díaz op te starten, maar krijgen de opdracht af te treden om de operatie niet in gevaar te brengen. Terwijl ze iets drinken in een bar, stelt Reggie Kate voor aan Ted, een vriend van hem en een plaatselijke politieagent. Kate en Ted gaan naar haar appartement, maar als ze intiem worden, realiseert Kate zich dat Ted samenwerkt met het kartel. In de daaropvolgende strijd begint Ted Kate te wurgen, maar Alejandro verschijnt plotseling en weet Ted te overmeesteren. Alejandro en Matt onthullen dat ze Kate als aas gebruikten, wetende dat het kartel haar zou aanvallen nadat ze zich op dwaze wijze had laten zien bij de bankoverval. Alejandro en Matt dwingen Ted om de namen te onthullen van de andere agenten die voor Díaz werken.
Het team komt er al snel achter dat Díaz zoals ze hadden gehoopt teruggeroepen wordt naar Mexico en bereidt zich voor op een inval in de tunnel. Matt onthult verder dat de betrokkenheid van Kate en Reggie eenvoudigweg een technische noodzaak is, aangezien het werken met de Amerikaanse federale wetshandhaving de CIA juridische auspiciën verleent om op Amerikaans grondgebied te werken. Boos adviseert Reggie Kate dat ze vertrekken, maar ze staat erop om mee te doen aan de inval om meer te weten te komen over de ware aard van de operatie. Aan het Mexicaanse einde van de tunnel is Kate er getuige van dat Alejandro een van Díaz' drugsmuilezels ontvoert: een corrupte Mexicaanse politieagent genaamd Silvio. Kate probeert Alejandro te arresteren, maar hij schiet haar in haar kogelvrije vest om haar uit te schakelen, en rijdt dan weg met Silvio.
Een boze Kate confronteert Matt hiermee, die ten slotte uitlegt dat de operatie deel uitmaakt van een ultiem plan om alle kartelconcurrentie te elimineren, wat zal resulteren in slechts één kartel dat de VS gemakkelijk kan controleren. Alejandro, een advocaat die voor het Medellínkartel werkte, werd ingehuurd om Alarcón te vermoorden als onderdeel van dit grootse plan. Alejandro's motieven zijn ook persoonlijk, aangezien Alarcón opdracht had gegeven tot de moord op Alejandro's vrouw en dochter toen Alejandro officier van Justitie was in Ciudad Juárez. In Mexico dwingt Alejandro Silvio om hem naar Díaz te rijden, waarna hij Silvio vermoordt en Díaz dwingt om verder te rijden richting Alarcón. Bij het bereiken van het landgoed van Alarcón vermoordt Alejandro (met de hulp van de externe surveillance van de taskforce) Díaz, de bewakers en Alarcón zelf, samen met diens vrouw en twee zonen.
De volgende dag verschijnt Alejandro in Kate's appartement en dwingt haar onder schot om een verklaring te ondertekenen waarin wordt bevestigd dat de hele operatie legaal was. Vervolgens stelt hij voor om naar een rustige plek te verhuizen waar de rechtsstaat nog steeds van toepassing is, waarbij hij het gebied "een land van wolven" noemt. Wanneer Alejandro weggaat, richt Kate haar pistool op hem, maar ze kan zichzelf er niet toe brengen de trekker over te halen. In Nogales kijkt Silvio's weduwe naar de voetbalwedstrijd van haar zoon, die even wordt onderbroken door het geluid van geweerschoten in de verte.

## Rolverdeling
| Acteur                | Personage         |
| --------------------- | ----------------- |
| Emily Blunt           | Kate Macer        |
| Josh Brolin           | Matt Graver       |
| Benicio del Toro      | Alejandro Gillick |
| Victor Garber         | Dave Jennings     |
| Jon Bernthal          | Ted               |
| Daniel Kaluuya        | Reggie Wayne      |
| Jeffrey Donovan       | Steve Forsing     |
| Raoul Trujillo        | Rafael            |
| Julio Cesar Cedillo   | Fausto Alarcón    |
| Hank Rogerson         | Phil Coopers      |
| Bernardo Saracino     | Manuel Díaz       |
| Maximiliano Hernández | Silvio            |
| Edgar Arreola         | Guillermo Díaz    |